# Harald Heyman (journalist)
För andra betydelser, se Harald Heyman.
Harald Ernst Heyman, född 26 november 1873 i Göteborg, död 1947, var en svensk journalist, författare, översättare och kritiker. Han använde pseudonymen Georg Brune.
Efter studentexamen 1893 inledde han akademiska studier och blev filosofie kandidat 1898 och filosofie doktor 1903 då han disputerade på avhandlingen Studies on the Havelok-tale vid Uppsala universitet. Han verkade som korrespondent från Paris till svenska tidningar. Harald Heyman, som också var översättare och kritiker, bosatte sig senare i Puerto Rico. Hans mest kända översättning torde vara James Boswells Samuel Johnsons liv som utkom i fyra band 1926-1930.

## Biografi
Heyman var son till grosshandlaren Alfred Heyman och Alice, ogift Moss, samt bror till skulptören Gladys Heyman.
Heyman gifte sig med Renée Hamon år 1928, och reste snart efter Hamon till Tahiti, där hän blev som strandraggare.